# Daphnia ambigua
Daphnia (Daphnia) ambigua Scourfield, 1947 – gatunek wioślarki z rodzaju Daphnia i podrodzaju Daphnia s. str., należący do rodziny Daphniidae.

## Opis
Daphnia ambigua (brak nazwy polskiej). Skorupka jest prześwitująca, szklista. Męskie osobniki sięgają rozmiarów 0,52-0,80 mm, natomiast żeńskie 0,60-1,75 mm.
Występuje w zbiornikach astatycznych oraz w jeziorach różnej wielkości i trofii. Gatunek introdukowany z Ameryki Północnej do Europy.